# Anders And & Co
Anders And & Co (danois de Donald Duck & Co) est un hebdomadaire danois de bande dessinée comprenant des histoires de l'univers Disney, publié depuis septembre 1952 par le groupe de presse danois Gutenberghus (aujourd'hui Egmont).